# Microtrigonia gomphoides
Microtrigonia gomphoides is een libellensoort uit de familie van de korenbouten (Libellulidae), onderorde echte libellen (Anisoptera).
De wetenschappelijke naam Microtrigonia gomphoides is voor het eerst geldig gepubliceerd in 1933 door Lieftinck.